# Evropská silnice E66
Evropská silnice E66 je evropskou silnicí 1. třídy. Začíná v italském Franzensfeste a končí v maďarském Székesfehérváru. Celá trasa měří 650 kilometrů. Spojuje Alpy s Panonskou pánví.

## Trasa

### Itálie
|  | Franzensfeste – Innichen – Winnebach – |

### Rakousko
|  | – Lienz – Spittal an der Drau – |  | Spittal an der Drau – Villach – |  | Villach – Klagenfurt – Štýrský Hradec – Fürstenfeld – |  | Fürstenfeld – Heiligenkreuz im Lafnitztal – |

### Maďarsko
| () | – Szentgotthárd – Veszprém – Székesfehérvár |

#### Uvažované prodloužení
V říjnu 2011 Maďarsko požádalo o prodloužení trasy E66 ze Székesfehérváru přes Dunaújváros a Kecskemét do Szolnoku. Jelikož k realizaci nedošlo, požádalo roku 2019 komisi UNECE o totéž znovu. Prodloužení v délce 165 km má vést vesměs po silnicích I. třídy, převážně vedených mimo zástavbu. Má také využít úseku dálnice M8 (Pentelský most přes Dunaj). Má křížit evropské silnice E73 (u Dunaújvárose), E75 (u Kecskemétu) a nakonec se u Ceglédu napojit na silnici E60. Motivací je zejména odvést část západo-východní tranzitní dopravy mimo vytížený obchvat Budapešti.

## Galerie

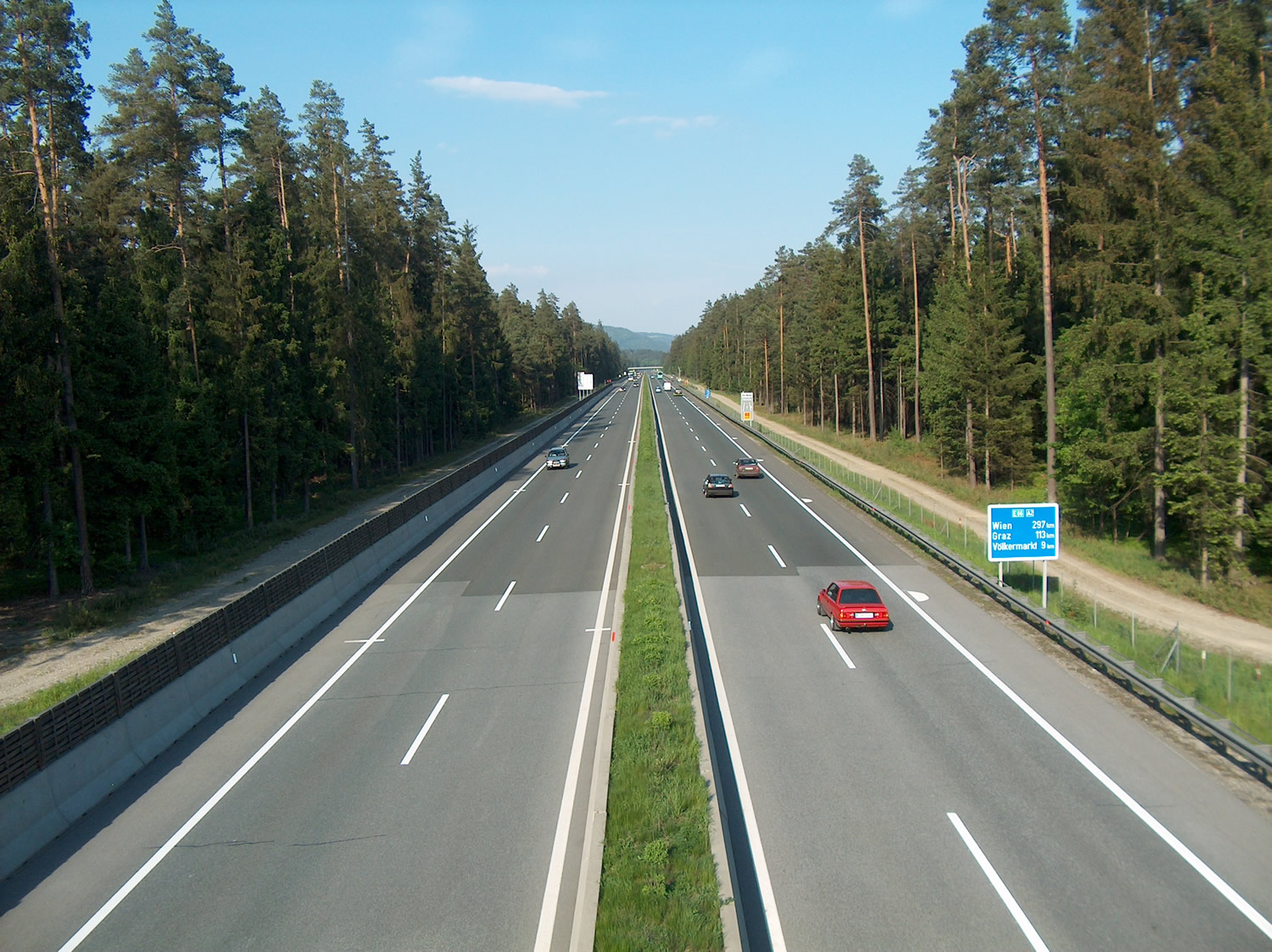
E66 jako rakouská dálnice A2
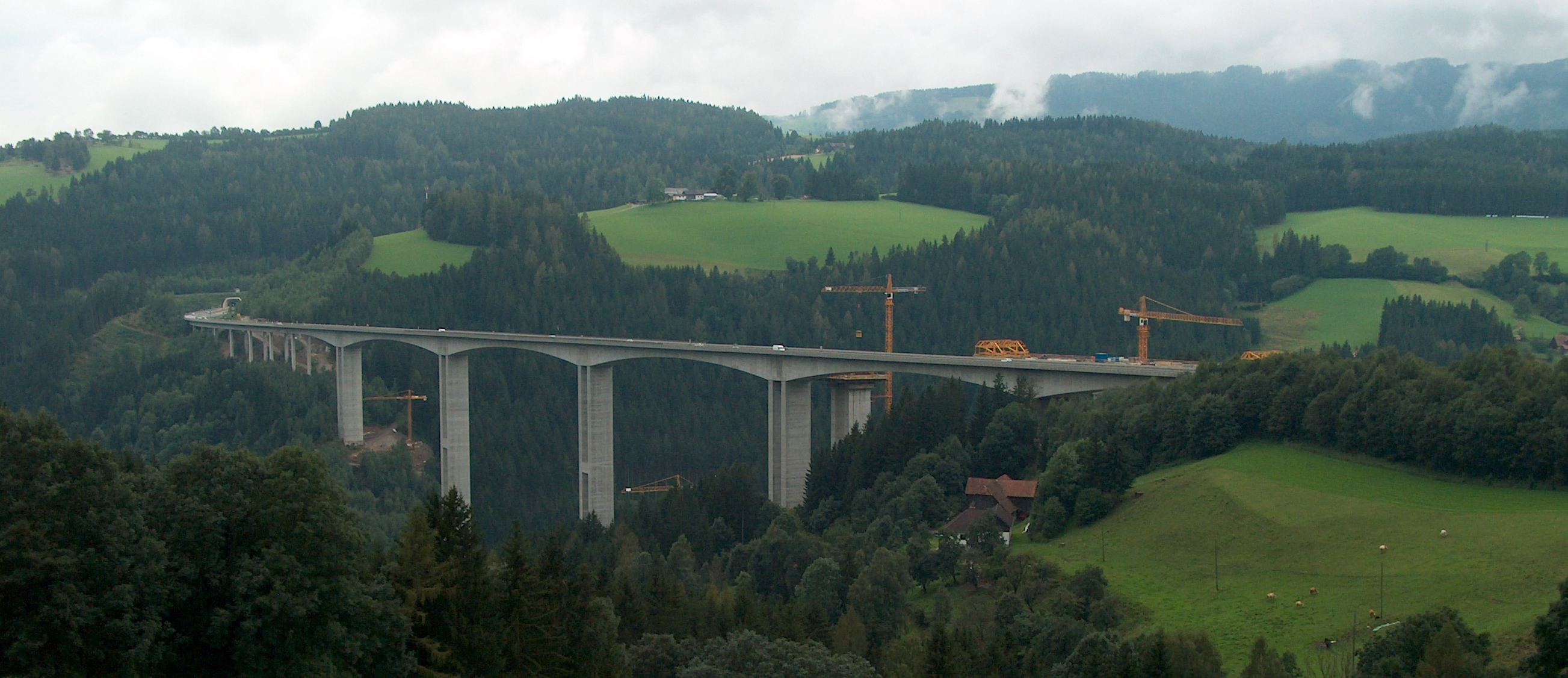
E66 přes údolí Lavantu